# Lago Alto
El lago Alto es un cuerpo de agua superficial léntico perteneciente a la cuenca del río Baker que está ubicado 70 km al sureste de la Villa Cerro Castillo en la Región de Aysén de Chile.

## Hidrografía
Desagua en el lago Lapparent que a su vez desagua a través del río Manso en el río Ibáñez.

## Población, economía y ecología
SERNATUR la describe como:: 35 
Es un pequeño lago ubicado al noroeste del lago Lapparent y que junto con éste, desagua al río Ibáñez a través del río Manso. Es un lago que presenta condiciones para la pesca recreativa aunque su acceso actual es restringido. Su entorno es montañoso.